# Libusb
libusb è una suite di funzioni in user mode (modalità utente) per il controllo del trasferimento dei dati dai dispositivi USB ai sistemi operativi Unix-like senza la necessità dei driver per il kernel mode.

## Disponibilità
Libusb è attualmente disponibile per Linux, BSD e macOS ed è scritto in C. C'è anche un port sui sistemi Win32.
Tre le varie applicazioni, la libreria viene utilizzata da SANE, il progetto per gli scanner su Linux, nelle preferenze del modulo scanner del kernel, che è ristretto al kernel linux 2.4 .